# Sagae, Yamagata
Sagae (寒河江市 Sagae-shi) là một thành phố thuộc tỉnh Yamagata, Nhật Bản.